# Apremont-la-Forêt
Apremont-la-Forêt är en kommun i departementet Meuse i regionen Grand Est (tidigare regionen Lorraine) i nordöstra Frankrike. Kommunen ligger i kantonen Saint-Mihiel som tillhör arrondissementet Commercy. År 2022 hade Apremont-la-Forêt 425 invånare.

## Befolkningsutveckling
Antalet invånare i kommunen Apremont-la-Forêt
| Referens: INSEE |